# Torre dell'Orologio del Palais de la Cité
La Torre dell'Orologio del Palais de la Cité è una torre del palazzo di giustizia di Parigi, che fa parte della Conciergerie.

## Costruzione
A nord-est del Palais de la Cité, dimora dei re di Francia da Ugo Capeto, re Giovanni II il Buono fece costruire una torre tra il 1350 e il 1353, su un ex terreno paludoso, il cui campanile era dominato da una lanterna e che in seguito divenne la Torre dell'Orologio del Palais de la Cité. Nel tempo ha svolto un ruolo di guardia per la sicurezza del palazzo.
È rettangolare, massiccia, alta 47 metri e le sue mura erano spesse quasi un metro quando fu costruita.
Sopra l'altissimo basamento su cui poggiava, il corpo murario della torre formava una leggera rientranza. Le facciate nord ed est avevano due finestre, in due file sovrapposte. In alto, un piccolo padiglione rettangolare era sormontato da un campanile.

## L'orologio
- Nel 1370 ospitò il primo orologio pubblico di Parigi, costruito da Henri de Vic, orologiaio lorenese.
- Nel 1371, la torre dell'orologio del Palais de la Cité fu dotata di una campana d'argento.
- Nel 1418 il comune richiese che l'orologio avesse un quadrante esterno" in modo che gli abitanti della città potessero occuparsi dei loro affari giorno e notte".
- Nel 1472 furono eseguiti importanti restauri del quadrante da Philippe Brille.
- Nel 1585, Enrico III fece installare un nuovo quadrante, incorniciato dallo scultore Germain Pilon, che fu restaurato nel 1685. Le grandi figure allegoriche che rappresentano Legge e Giustizia, eliminate durante la Rivoluzione, furono nuovamente restaurate nel 1852 e poi nel 1909, date che compaiono nella parte inferiore del quadrante.

L'orologio è incorniciato da due grandi figure allegoriche che rappresentano Legge e Giustizia.
Due targhe poste sopra e sotto l'orologio recano iscrizioni latine:
- sopra: "QUI DEDIT ANTE DUAS TRIPLICEM DABIT ILLE CORONAM", allusione alle corone di Polonia e Francia indossate dal suo contemporaneo Re Enrico III;
- sotto: "MACHINA QUÆ BIS SEX TAM JUST DIVIDIT HORAS JUSTITIAM SERVARE MONET LEGES QUE TUERI".

L'attuale quadrante è di forma quadrata, con un diametro di un metro e mezzo ed è adornato al centro da raggi sgargianti e dorati; è posto sul manto reale di Francia azzurro con gogli bianchi.
Le lancette in rame sbalzato e bronzato, la grande punta di lancia per i minuti, il finale piccolo in fleur-de-lis ed esteso da una lancetta che termina con una mezzaluna per le ore, si spostano su numeri romani colorati in rilievo sul quadrante.

## Restauri

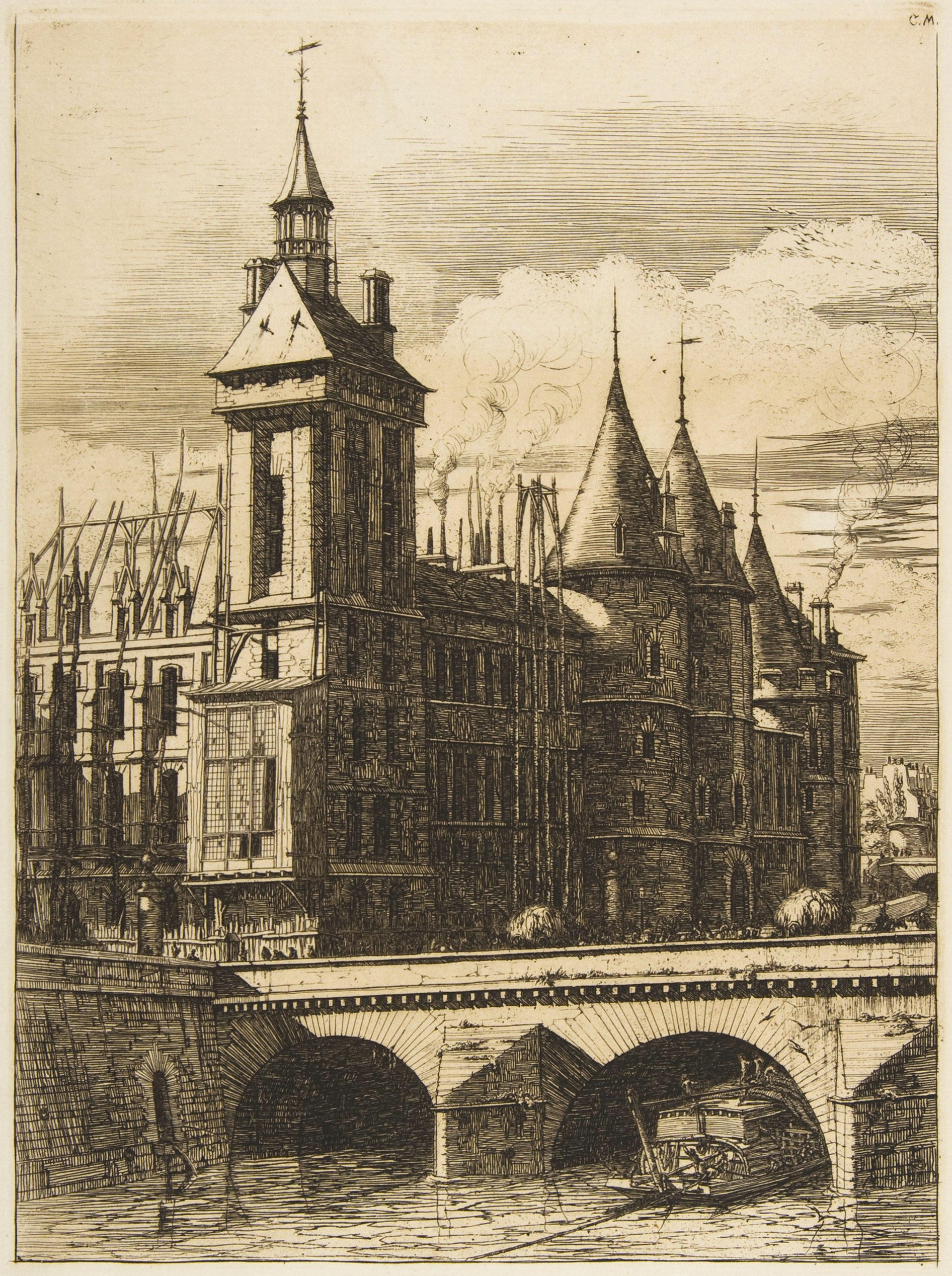
La torre nel 1852, acquaforte di Charles Meryon.

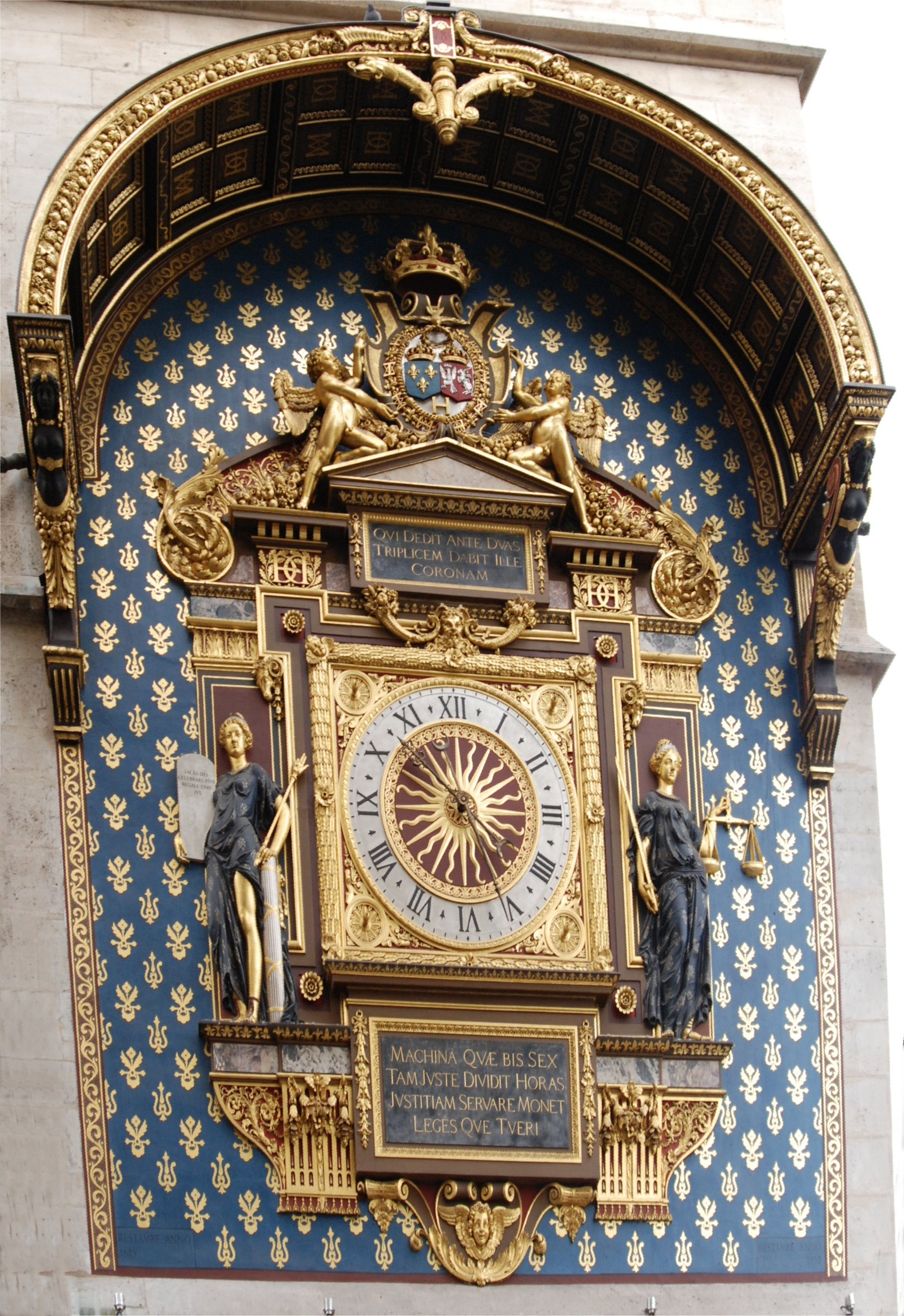
L'orologio dopo il restauro del 2012.

La Torre dell'Orologio ha subito ampi restauri. Una prima campagna fu condotta dal 1840 al 1843 per consolidare la parte inferiore e stabilire un corpo di guardia alla sua base.
Altri interventi vennero realizzati tra il 1843 e il 1848, poi tra il 1860 e il 1861, e le restituirono un aspetto medievale, soprattutto nelle sue parti superiori. La sala a volta del quarto piano, detta della "Regina Bianca", rinforzata all'esterno da dieci contrafforti, conservava ancora tracce della sua decorazione policroma interna. È stata completamente restaurata, come il livello superiore della torre, dove sono stati evocati merli che non c'erano, come illustrato da disegni a partire dalla fine del XVIII secolo e fino all'inizio del XIX.
Dal 2011 la torre è stata oggetto di un'importante campagna di restauro terminata nel novembre 2012. L'orologio è stato restaurato in maniera coerente con i più antichi documenti disponibili negli archivi della Biblioteca Nazionale. Sono state rifatte le dorature e le pitture. Il cambiamento più notevole è stato il restauro del fondo azzurro cosparso di gigli di disegno diverso da quelli risalenti al restauro del 1686.